# GP Oetingen
El GP Oetingen és una competició ciclista belga femenina que es disputa per Pajottenland, a la província del Brabant Flamenc, amb Oetingen com a punt de sortida i arribada. La part del nom "GP" no significa Gran Premi, sinó Gooikse Pijl Oetingen; la competició es pot entendre, com la versió femenina de la Fletxa de Gooik. La primera edició de la cursa, amb una classificació UCI 1.2, va ser l'any 2021 i la va guanyar la italiana Elisa Balsamo. A partir de l'any següent va rebre el qualificatiu de cursa 1.1.

## Palmarès
| Any  | Vencedora      | Segona           | Tercera                   |
| ---- | -------------- | ---------------- | ------------------------- |
| 2021 | Elisa Balsamo  | Jolien D'Hoore   | Marianne Vos              |
| 2022 | Lorena Wiebes  | Chiara Consonni  | Maria Giulia Confalonieri |
| 2023 | Simone Boilard | Evy Kuijpers     | Maaike Boogaard           |
| 2024 | Lorena Wiebes  | Thalita de Jong  | Josie Nelson              |
| 2025 | Julie De Wilde | Sofia Bertizzolo | Chiara Consonni           |